# Coleophora hederella
Coleophora hederella é uma espécie de mariposa do gênero Coleophora pertencente à família Coleophoridae.